# Nesebyr (gmina)
Nesebyr (bułg. Община Несебър)  − gmina we wschodniej Bułgarii, w obwodzie Burgas.
Miejscowości gminy są skomunikowane między sobą za pomocą regularnych linii autobusowych organizowanych przez gminę.
Miejscowości wchodzące w skład gminy Nesebyr
- Banja (bułg.: Баня),
- Emona (bułg.: Емона),
- Gjulowca (bułg.: Гюльовца),
- Koszarica (bułg.: Кошарица),
- Koznica (bułg.: Козница),
- Nesebyr (bułg.: Несебър) – siedziba gminy,
- Obzor (bułg.: Обзор),
- Orizare (bułg.: Оризаре),
- Panicowo (bułg.: Паницово),
- Prisełci (bułg.: Приселци),
- Rakowskowo (bułg.: Раковсково),
- Rawda (bułg.: Равда),
- Słoneczny Brzeg (bułg.: Слънчев Бряг),
- Sweti Włas (bułg.: Свети Влас),
- Tynkowo (bułg.: Тънково).